# HNLMS O 19
Le HNLMS O 19 ou Hr.Ms. O 19 (Pennant number: N54) est un sous-marin de la classe O 19 de la Koninklijke Marine qui a servi pendant la Seconde Guerre mondiale.
Le O 19, avec son navire jumeau sister ship) O 20, ont été les premiers sous-marins au monde à être équipés d'un schnorchel  sous-marin qui permettait au sous-marin de faire fonctionner ses moteurs diesel tout en submergé,.

## Conception
Les moteurs diesel du HNLMS O 19 ont été construits sous licence de la société suisse Sulzer par la Koninklijke Maatschappij De Schelde à Flessingue. Il était équipé de mitrailleuses Bofors de 40 mm, qui pouvaient être rangées dans des compartiments étanches devant et derrière la tour de commandement (kiosque), tout comme les sous-marins de la classe O 12. Le HNLMS O 19 était également équipé d'impulsions sonores provenant de Atlas Werke de Brême, en Allemagne, qui étaient alors considérées comme les meilleures au monde. En 1943, lors d'une période de maintenance majeure en Grande-Bretagne, la clé à bruit du HNLMS O 19 a été remplacée par un système ASDIC de type 120B.

## Histoire

### Mise en service
La quille du sous-marin a été posée au chantier naval Wilton-Fijenoord de Rotterdam le 15 juin 1936 sous le nom de K XIX, mais elle a été rebaptisée O 19 à un moment donné. Le sous-marin a été lancé le 22 septembre 1938 et mis en service dans la marine néerlandaise le 3 juillet 1939. Après sa mise en service, le HNLMS O 19 a été mis en service par le commandant, le Luitenant ter zee 1e klasse (LTZ 1) K. van Dongen, le 3 juillet 1939, après une courte période d'entraînement. Trois semaines plus tard, le 25 juillet 1939, le nouveau sous-marin était déjà en route pour les Indes orientales néerlandaises via le canal de Suez où le sous-marin est arrivé le 13 septembre.

### Seconde Guerre mondiale

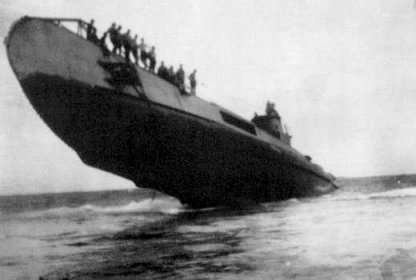
Le O 19 échoué sur le récif Ladd.

Le 10 mai 1940, le jour où les Allemands envahissent les Pays-Bas, toute la mobilisation est proclamée dans la colonie néerlandaise. La plupart des navires de guerre néerlandais, y compris le O 19, ont été utilisés pour protéger les navires marchands alliés et pour patrouiller dans l'archipel indonésien. Le 31 mai 1941, le commandement du sous-marin néerlandais fut repris par le LTZ 1 F.J.A. Knoops.
Le sous-marin a effectué de multiples patrouilles et missions sur le théâtre du Pacifique pendant la Seconde Guerre mondiale, coulant de nombreux navires japonais, attaquant des convois maritimes et posant des mines.
Le 8 juillet 1945, le O 19 faisait route vers la baie de Subic aux Philippines à une vitesse de 16 nœuds (30 km/h) lorsqu'il a heurté le récif Ladd dans la mer de Chine méridionale à la position géographique de 8° 40′ N, 111° 40′ E. Incapable de se dégager du récif, l'équipage du O 19 a été secouru par le sous-marin américain USS Cod. Pour empêcher la capture de l'ennemi, le O 19 a été sabordé par son équipage à l'aide d'explosifs, de torpilles et de coups de canons.

## Commandants
- Luitenant ter zee 1e klasse (Lt.Cdr.) Karel van Dongen du 3 juillet 1939 au 31 mai 1941
- Luitenant ter zee 1e klasse (Lt.Cdr.) Hendrik Florentijn Bach Kolling du 31 mai 1941 au 28 décembre 1941
- Luitenant ter zee 2e klasse (Lt.) Henri Max Louis Frédéric Emile van Oostrom Soede du 28 décembre 1941 au 4 octobre 1943
- Luitenant ter zee 1e klasse (Lt.Cdr.) Armand van Karnebeek du 4 octobre 1943 au 16 décembre 1944
- Luitenant ter zee 1e klasse (Lt.Cdr.) Jacob Frans Drijfhout Van Hooff du 16 décembre 1944 au 10 juillet 1945

## Palmarès
Navires coulés par le O 19
| Date              | Nom du navire      | Nationalité | Type                  | Tonnage (GRT) | Destin |
| ----------------- | ------------------ | ----------- | --------------------- | ------------- | ------ |
| 10 janvier 1942   | Akita Maru         | Japon       | Cargo                 | 3 817         | Coulé  |
| 15 janvier 1942   | Tairu/Taieryu Maru | Japon       | ?                     | 4 944         | Coulé  |
| 10 septembre 1944 | Korei Maru         | Japon       | Marchant              | 599           | Coulé  |
| 16 novembre 1944  | Kaishin Maru No.2  | Japon       | Caboteur              | 150           | Coulé  |
| 9 janvier 1945    | Shinko Maru No.1   | Japon       | Canonnière auxilliare | 935           | Coulé  |
| 10 avril 1945     | Hosei Maru         | Japon       | Pétrolier             | 676           | Coulé  |